# Рамбо 4
Рамбо 4 (енгл. Rambo) амерички je акциони филм из 2008. године у режији Силвестера Сталонеа. Сценарио потписују Арт Монтерастели и Сталонеа на основу романа Прва крв аутора Дејвида Морела, док су продуценти филма Ави Лернер, Кевин Кинг Темплетон и Џон Томпсон. Представља наставак филма Рамбо 3 из 1988. године и четврти филм у франшизи о Џону Рамбу. Филмску музику је компоновао Брајан Тајлер.
Филм је посвећен сећању на Ричарда Крену, који је умро 2003. Крена је у претходним филмовима играо пуковника Сема Траутмана. У филму, Рамбо води групу плаћеника у Бурму да спасу хришћанске мисионаре, које је киднаповала локална пешадијска јединица.
Насловну улогу тумачи Сталоне као вијетнамски ветеран Џон Рамбо, док су у осталим улогама Џули Бенз, Пол Шулц, Метју Марсден, Грејам Мактавиш, Реј Галегос, Тим Канг, Џејк Ла Боц, Маунг Маунг Кин и Кен Хауард. Светска премијера филма је била одржана 25. јануара 2008. године у Сједињеним Америчким Државама. Буџет филма је износио 50 милиона долара, а зарада је износила 113,2 милиона долара.
Наставак Рамбо: До последње капи крви приказан је 2019. године.

## Радња
Филм почиње са вестима о кризи у Бурми (сада Мјанмар). Земљом влада Тан Шве, који се сурово обрачунава са опозиционим демократским покретом.
Бивши амерички војник Џон Рамбо још увек живи на Тајланду, у селу које је близу бурманској граници. Зарађује на продаји змијске коже, а такође превози путнике својим бродом. Једног дана мисионар Мајкл Барнет се обраћа Рамбу, да је потребно да превезе њега и његове колеге, који су у хуманитарној мисији. Њихов задатак је достављање помоћи племенском народу Карен. Рамбо у почетку одбија, али га Сара Милер убеђује да им ипак помогне.
Брод којим су кренули ка Бурми заустављају гусари, који траже Сару да би их заузврат пропустили. После неуспелих преговора Рамбо их све убија. Иако је његово деловање успело да спасе мисионаре, они су постали веома узнемирени. По доласку на договорено место Мајкл саопштава Рамбу, да им његова помоћ више неће бити потребна. Мисија иде по плану све док их мијанмарске оружане снаге које предводи Тинт не нападну. Они убијају већину сељака и два мисионара а остале киднапују, укључујући Мајкла и Сару. Кад се сазнало да се мисионари не јављају десет дана, њихов пастор долази да моли Рамба за помоћ, да одвезе плаћенике до села где су мисионари последњи пут виђени.
Рамбо се сложи да превезе плаћенике. Након што виде разорено село, они праве план. Рамбо помаже Сари и осталима да побегну. Када оружане снаге Мјанмара примете бекство, организују потеру. Сви осим Рамба, Саре и плаћеника са надимком школски дечко су ухапшени. Међутим Рамбо седа за машинку на камиону и почиње да пуца по бурманским војницима. Побуњеници из народа Карен му се придружују и помажу у коначној победи. Мајор Тинт планира бекство али га Рамбо убија.
Охрабрен Сариним речима Рамбо се враћа у САД. Последња сцена показује како хода по сеоском путу према фарми у којој је некад живео.

## Улоге
| Глумац            | Улога         |
| ----------------- | ------------- |
| Силвестер Сталоне | Џон Рамбо     |
| Џули Бенз         | Сара Милер    |
| Пол Шулц          | Мајкл Барнет  |
| Метју Марсден     | школски дечак |
| Грејам Мактавиш   | Луис          |
| Реј Галегос       | Диаз          |
| Тим Канг          | Ен Џо         |
| Џејк Ла Боц       | Рис           |
| Маунг Маунг Кин   | Па Ти Тинт    |
| Кен Хауард        | Артур Марш    |